# Kampo
Kampo är traditionella japanska örtmediciner som produceras med moderna produktionsmetoder. Kampo har sitt ursprung från Kina. Flera kamporecept är idag etablerade inom den japanska sjukvården och används som alternativ till västerländska mediciner.
Den främsta skillnaden mellan västerländsk örtmediciner och japanska är att Kampo ofta använder två eller flera örter i kombination.